# Кіндій Мирон Романович
Мирон Романович Кінді́й (нар. 5 червня 1964, Черниця, Миколаївський район, Львівщина) — український бізнесмен, меценат, спортсмен (футзал). Граючий президент МФК «ТВД» (Львів). Засновник фірми ТВД (Львів).

## Життєпис

### Досягнення
- Володар Кубка України: 2007/2008.
- фіналіст Кубка України: 2006/2007.

Неодноразово нагороджений грамотами Глави УГКЦ Блаженнішого Святослава, зокрема під час Архиєрейської Літургії з Чином посвячення храму Святої Софії — Премудрості Божої.